# 5976 Kalatajean
5976 Kalatajean este un asteroid din centura principală de asteroizi.

## Descriere
5976 Kalatajean este un asteroid din centura principală de asteroizi. A fost descoperit pe 25 septembrie 1992 la Observatorul Oak Ridge din Harvard, Massachusetts. El prezintă o orbită caracterizată de o semiaxă mare de 2,68 ua, o excentricitate de 0,14 și o înclinație de 13,4° în raport cu ecliptica.